# Иванка Касабова
Иванка Пенкова Касабова е българска драматична актриса.

## Биография
Родена е в Плевен на 14 май 1883 г. През 1906 г. дебютира в „Съвремен театър“, в който играе до разформирането му през 1912 г. През 1914-1919 г. е актриса в Пловдивски общински театър, през 1920-1921 г. във Варненски театър. През 1922-1925 и 1928-1933 г. играе в „Задружен театър“ на Дочо Касабов. В периода 1934-1937 г. е актриса в Плевенски градски театър и Софийски областен театър. От 1938 до 1943 г. работи в Добрички общински театър и Силистренски общински театър. Почива на 7 септември 1963 г. в София.

## Роли
Иванка Касабова играе множество роли, по-значимите са:
- Рада – „Под игото“ от Иван Вазов
- Милкана – „Майстори“ от Рачо Стоянов
- Малама – „Вампир“ от Антон Страшимиров
- Амалия – „Разбойници“ от Фридрих Шилер
- Гертруда – „Хамлет“ от Уилям Шекспир
- Госпожа Пернел – „Тартюф“ от Молиер
- Госпожа Хигинс – „Пигмалион“ от Джордж Бърнард Шоу[1]

## Филмография
- Хайдушка клетва (1957)
- Ребро Адамово (1956)